# Логиново (Бабаевский район)
Логиново — деревня в Бабаевском районе Вологодской области.
Входит в состав Борисовского сельского поселения (с 1 января 2006 года по 13 апреля 2009 года входила в Новостаринское сельское поселение), с точки зрения административно-территориального деления — в Новостаринский сельсовет.
Расположена на правом берегу реки Суда. Расстояние до районного центра Бабаево по автодороге — 83 км, до центра муниципального образования села Борисово-Судское по прямой — 13 км. Ближайшие населённые пункты — Афанасово, Веленидово, Нижний Конец.
По переписи 2002 года население — 1 человек.